# Такааки Като
Такааки Като е японски юрист и политик, 24-ти министър-председател на Япония и дългогодишен министър на външните работи.

## Ранни години
Такааки Като (известен още като Комей Като) е роден на 3 януари 1860 г. във феодалното владение Овари (префектура Аичи). Той е втори син на самурайски слуга и при раждането си получава името Сокичи Хаттори, но на 13-годишна възраст е осиновен от Бунхей Като и приема неговата фамилия. Средното си образование получава в Токийското училище за чужди езици, след което постъпва в Юридическия факултет на „Токео Кайсей Гакко“ (по-късно Токийски императорски университет), откъдето се дипломира в 1881 г. като първенец на випуска, специализирал английско общо право. След това е нает на работа в компанията „Мицубиши“ и бързо попада в полезрението на нейния ръководител Ятаро Ивасаки. През 1883 г. фирмата решава да изпрати свой човек в Англия, който да проучи методите за международен бизнес, и изборът пада на Като. След завръщането си в Япония през 1885 г. той става заместник на Ивасаки, а на следващата 1886 влиза и в неговото семейството, след като се жени за най-голямата му дъщеря.

## Дипломатическа кариера и първи стъпки в политиката
През 1887 г. Като става личен секретар на министъра на външните работи Шигенобу Окума, а на следващата 1888 г. е назначен на постоянна длъжност във Външно министерство, започвайки от секретар и оглавявайки впоследствие Отдела по политическите въпроси. През тези първи години в голямата политика Като е сред най-близките сътрудници на Окума в усилията му за преразглеждане неравноправните договори между Япония и западните държави. През 1890 г. Като преминава на служба в Министерството на финансите, където ръководи Бюрото по банкови въпроси, а в 1894 г. отново се връща във Външно министерство и след анексията на Корея е изпратен за посланик в Англия – пост, на който остава четири години. В Лондон Като води предварителните преговори с английския министър на колониите Джоузеф Чембърлейн по сключване на англо-японско споразумение. През 1900-1901 г. заема поста външен министър в четвъртото правителство на Хиробуми Ито и отстоява виждането, че Япония трябва да действа агресивно по отношение на Русия в Далечния изток. В този контекст, той се обявява и против посещението през 1901 г. на министър-председателя Ито в Петербург, опасявайки се от провал на англо-японските преговори. През 1902 г. Като е избран за депутат в Камарата на представителите от префектура Кочи и се включва активно в партийните борби, подкрепяйки Ито и Окума. В 1904 г. става президент на най-стария японски вестник – „Токьо ничиничи шимбун“, където използва влиянието и възможностите си за сваляне правителството на Таро Кацура. В 1906 г. отново поема поста министър на външните работи в първото правителство на Киммочи Сайонджи, но два месеца по-късно напуска в знак на протест срещу национализацията на железниците и правителствената политика по отношение на Манджурия. От 1909 до 1913 г. Като е отново посланик на Япония в Англия и в това си качество подписва третия англо-японски съюзнически договор (1911).

## Партиен лидер
Когато, в резултат на втория етап от Движението за защита на конституцията (1913), е свалено третото правителство на Таро Кацура, Като влиза в партията Риккен Дошикай, сформирана от отстранения премиер, а след смъртта му през 1916 г. я оглавява. При Като партията е реорганизирана и името ѝ променено на Кенсейкай. Под негово ръководство тя става основна политическа сила и противовес на по-консервативната Риккен Сейюкай. В 1914-1915 г. Като е отново начело на Министерството на външните работи в правителството на Окума, а партията му започва да оказва значително влияние върху държавната политика. В 1914 г. Като способства за влизането на Япония в Първата световна война срещу Германия. Получавайки на 7 август 1914 г. английска нота с молба към Япония да защити английските търговски кораби от немски пирати, Като я изтълкува като молба за военна помощ и на 26 август 1914 г. Япония обявява война на Германия. Това дава повод на японците да завземат на практика целия полуостров Шандун в Китай (бивша немска територия), както и останалите германски колонии в Тихия океан – Маршаловите, Каролинските и Марианските острови. Провеждайки политика за разширяване японското влияние на континента, Като играе важна роля в отправените към Китай 21 искания. Тези му усилия срещат съпротива както навън, така и вътре в страната. През 1915 г. парламентарната опозиция иска вот на недоверие към правителството, заради китайския въпрос и макар той да е отхвърлен Като, като автор на 21-те искания, е принуден да подаде оставка. През същата година влиза в Камарата на лордовете от императорската квота.

## Министър-председател
Като и съпартийците му от Кенсейкай, в коалиция със Сейюкай, се включват активно във втория етап на Движението за защита на конституцията, започнал през пролетта на 1924 г., и след оставката на правителството на Кейго Кийоура на 11 юни 1924 г., тази коалиция издига Като като кандидат за нов министър-председател. Новото правителство веднага получава прозвището „кабинета на Мицубиши“, тъй като самият Като и външния министър Киджуро Шидехара са зетьове на ръководителя на компанията Ивасаки. Във външната си политика Като се опитва, от една страна, да продължи експанзионистичните планове на Токио, а от друга прикрива действията си с декларации за мирна политика и готовност за сключване на споразумения. Тези му действия получават името „негативна политика“, заради отказа от открита агресия по отношение на съседните страни. Като е премиерът, през чието управление Япония установява дипломатически отношения със СССР (20 януари 1925 г.). В резултат на преговори, продължили от лятото на 1924 до началото на 1925 г. правителството на Като изтегля и последните японски войски от Северен Сахалин, а Москва предоставя там на Япония нефтена и въгледобивна концесии. Във вътрешен план правителството на Като също провежда няколко съществени реформи. В 1925 г. е приет Закон за всеобщо избирателно право за мъжете, който отменя имуществения ценз и разширява японския електорат от 3.2 до 12.5 милиона души. Приет е и Закон за защита на мира, който си спечелва прозвището „закон за опасните мисли“, заради откритата му антикомунистическа и антианархистка насоченост. През управлението на Като броят на армията е съкратен на 4 дивизии, което е посрещнато с негодувание сред офицерството, но едновременно с това през започва създаването на военновъздушни и танкови войски, а в средните училища и университетите е въведено задължително военно обучение. Към лятото на 1925 г. в ръководството на една от партиите в коалицията – Сейюкай настъпват промени. Лидерът ѝ Корекийо Такахаши е сменен от генерал Гиичи Танака, което на практика води до разпад на правителството. На 2 август 1925 г. министрите подават оставки, но тъй като политиката им удовлетворява управляващите кръгове и в частност големите промишлени концерни, на Като е предложено отново да сформира правителство. В новия кабинет влизат само членове на Кенсейкай и той на практика продължава политиката на предишния, засилвайки експанзията на азиатския континент и включвайки се активно в междуособната война в Манджурия. Това правителство обаче не просъществува дълго, тъй като на 2 януари 1926 г. премиерът Като умира внезапно – шест дни след като му е поставена диагноза грип.